# Nico Rosberg
Nico Erik Rosberg, född 27 juni 1985 i Wiesbaden, är en finsk-tysk före detta racerförare med tysk förarlicens. Rosberg, som är son till F1-världsmästaren Keke Rosberg, har även finländskt medborgarskap. Han tävlade i Formel 1 från  2006 till 2016 och blev världsmästare under sin sista säsong.

## Privatliv
Rosberg är född i Wiesbaden, Västtyskland. Hans far är den finske Formel 1-världsmästaren Keke Rosberg och hans mamma är tysk, och han har därför dubbla medborgarskap. Han tillbringade mycket av sin ungdom i Monaco med sin familj. Nico talar flytande tyska, engelska, italienska, spanska och franska samt lite finska. Han är gift med Vivian Rosberg (tidigare Siebold)  och de har en dotter född 2015 tillsammans.

## Karriär

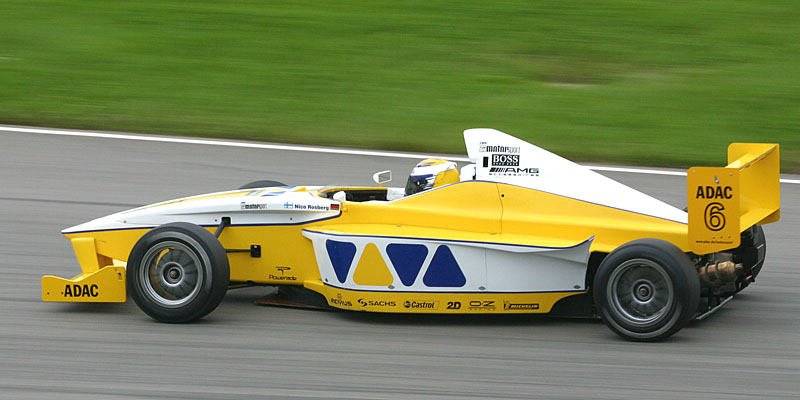
Rosberg vann 2002 års tyska Formel BMW-mästerskapet.

### Tidig karriär (1996–2004)
Rosberg började sin karriär med karting vid 10 års ålder. Där lärde han känna Lewis Hamilton som han sedan blev stallkamrat med i slutet av sin Formel 1-karriär. Rosberg flyttade sedan upp till tyska Formel BMW 2002, där han vann titeln. Hans framgångar ledde till en flytt för att köra i sin fars team i Formel 3. Rosberg gjorde väl ifrån sig och stannade där till 2004. I början av 2004 fick han intresse av Formel 1 då han gjorde ett test för Williams, han blev då den yngsta personen som någonsin kört en Formel 1-bil.

### GP2

#### ART Grand Prix (2005)
År 2005 fick Rosberg ett erbjudande att tävla i den nystartade serien GP2 för ART Grand Prix, ett erbjudande som han tackade ja till. Rosberg tog fyra Pole positions och vann fem lopp, han tog 120 poäng och vann mästerskapet före Heikki Kovalainen och Scott Speed.

### Formel 1

#### Williams (2006-2009)

##### 2006

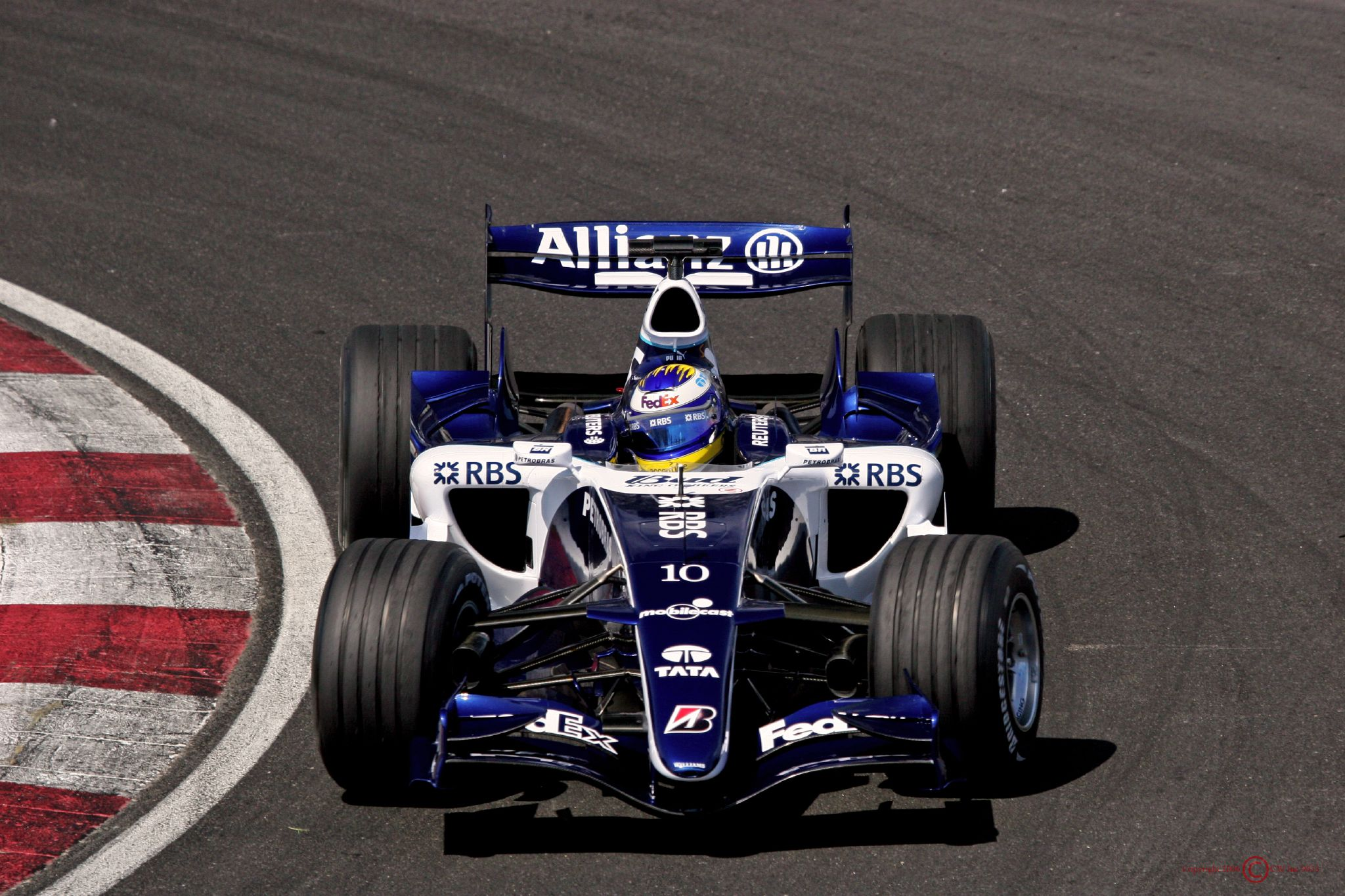
Rosberg under Kanadas Grand Prix 2006.

I slutet av 2005 var Rosberg officiellt bekräftad som en av Williams förare för säsongen 2006. I ett prov, som alla nya Williamsförare har gjort, nådde Rosberg det högsta antal poäng i stallets historia. I det första loppet i Bahrain körde han en bil som inte ansågs vara konkurrenskraftig för att komma på podiet. På första varvet tappade han sin framvinge, vilket gjorde att han tappade mycket tid. Trots alla bekymmer slutade han på sjunde plats, strax bakom sin stallkamrat. Han tog dessutom det snabbaste varvet under tävlingen och blev då den yngsta föraren att göra det i F1-historien.
Han kvalade in som trea vid nästa deltävling i Malaysia, men hans motor gick sönder efter bara sju varv vilket resulterade att han fick bryta. Rosberg tog poäng för andra gången när han slutade som sjua i Europa.
Resten av säsongen 2006 gick mindre bra för Rosberg. Han bröt fyra av de sju kommande tävlingarna och han tog inte några poäng, trots att han var nära i Storbritannien då han bara var en sekund bakom åttan. Rosberg tog totalt 4 poäng under säsongen, 3 färre än sin stallkamrat Mark Webber, vilket varken han eller stallet var nöjda med.

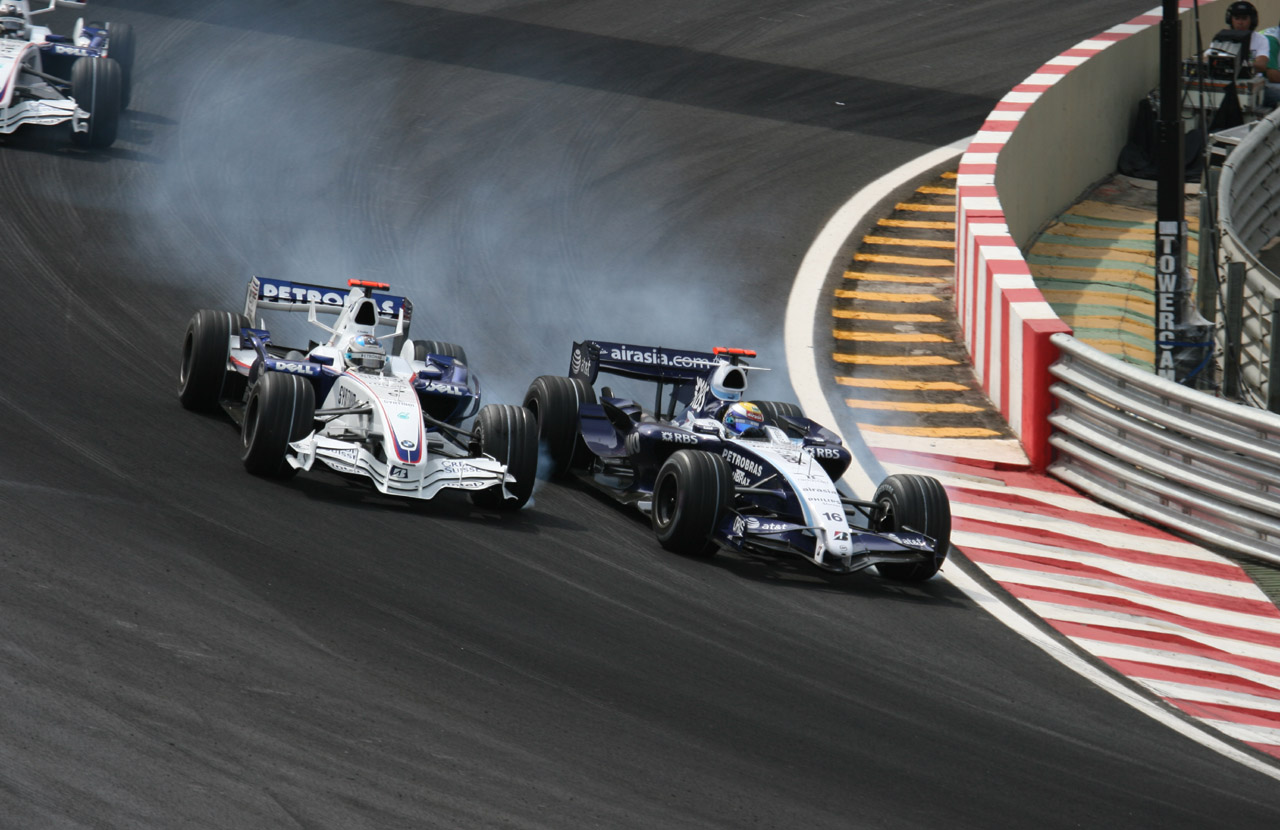
Rosberg gjorde sitt bästa resultat under Brasiliens Grand Prix 2007 då han slutade på fjärde plats, strax före de båda BMW-förarna Nick Heidfeld och Robert Kubica.

##### 2007
Till säsongen 2007 valde Williams att byta motorleverantör från Cosworth till Toyota. Rosberg fick även en ny stallkamrat, Alexander Wurz, som ersatte Mark Webber som valde att flytta till Red Bull Racing. Inledningsvis visade bilen potential under försäsongstesterna, men Rosberg var fortfarande tveksam över farten: "I F1 kan du normalt sett inte hoppa från botten till toppen från ett år till ett annat".
Rosberg tog poäng sju gånger 2007 och han gjorde sitt bästa resultat med en fjärdeplats i Brasilien, då han körde om de båda BMW-förarna i slutet. Han kom på sjätte plats i Spanien, Italien och Belgien och på sjunde plats i Australien, Ungern och Turkiet
Rosberg bröt endast fyra lopp 2007 till skillnad från året innan då han bröt nio gånger. Under första halvan av säsongen tog Rosbergs stallkamrat Alexander Wurz fler poäng än vad Rosberg gjorde, men under andra halvan tog han fler poäng än Wurz och sammanlagt tog Rosberg fler poäng än sin stallkamrat: 20 respektive 13 poäng. Detta var en fyrdubbling av vad han tog året innan.

##### 2008
Rosberg tog sin första pallplats i sin Formel 1-karriär under säsongspremiären i Australien, men resten av säsongen gick sämre. Han fick tio platsers nedflyttning efter kvalet till Frankrikes Grand Prix då han racet innan kraschade rakt in i Lewis Hamilton.
I september kom han på andra plats i Singapore då han för första gången i sin karriär legat i ledning. Rosberg slutade mästerskapet på trettonde plats med sjutton poäng. Hans barndomsvän Lewis Hamilton vann mästerskapet med McLaren.

##### 2009

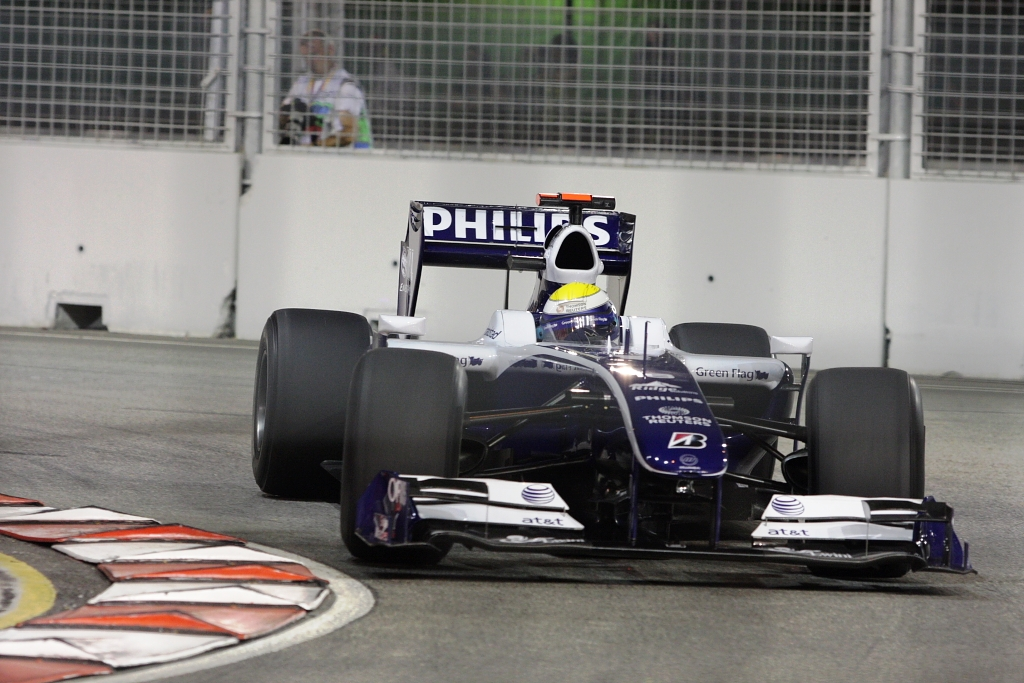
Rosberg var nära en pallplats i Singapore.

Rosberg hade en framgångsrik säsong 2009 då han tog poäng i nästan varje lopp och kvalificerade sig inom topp 10 varje gång. Han började säsongen med en sjätte plats i Australien och tog då även tävlingens snabbaste varv, innan det gick något sämre de tre följande tävlingarna. Från Kina och framåt plockade han poäng åtta gånger i rad då han slutade på åttonde, sjätte, femte, femte, fjärde, fjärde, femte och åttonde plats. I sitt hemmarace i Tyskland gjorde han sin utan tvekan största prestation hittills då han körde upp sig från femtonde till fjärde plats. Han följde sedan upp detta med en annan fjärdeplats i Ungern och en femteplats i Europa. Trots en punktering i Belgien blev Rosbergs mål att ta poäng i varje lopp under Europasäsongen nästan uppfyllt, om han hade lyckats med att ta poäng i Italien hade det blivit som han hoppats. Rosberg var på väg mot en andraplats i Singapore, men då han korsade den vita linjen i utfarten av depån fick han ett drive through-straff som gjorde att han slutade på elfte plats. Han kom på femte plats i Japan efter att han kvalat elva och detta var det sista racet av säsongen som han tog poäng i. Rosberg tog sammanlagt 34.5 poäng 2009 och slutade därmed på sjunde plats i förarmästerskapet.

#### Mercedes (2010—2016)

##### 2010
Den 29 oktober 2009 meddelade Rosberg att han skulle lämna Williams tills nästa år. Han kommenterade att "Williams har verkligen stöttat mig i min karriär och jag vill ge ett stort tack till dem, men jag är inte säker på att de skulle kunna vinna tävlingar just nu men det är det jag vill göra". Rosberg flyttade till Mercedes GP, som året innan hette Brawn GP och vann då mästerskapet. Han blev officiellt bekräftad den 23 november som stallets första förare, den 23 december samma år blev den sjufaldiga världsmästaren Michael Schumacher bekräftad som stallets andra förare och som Rosbergs stallkamrat.

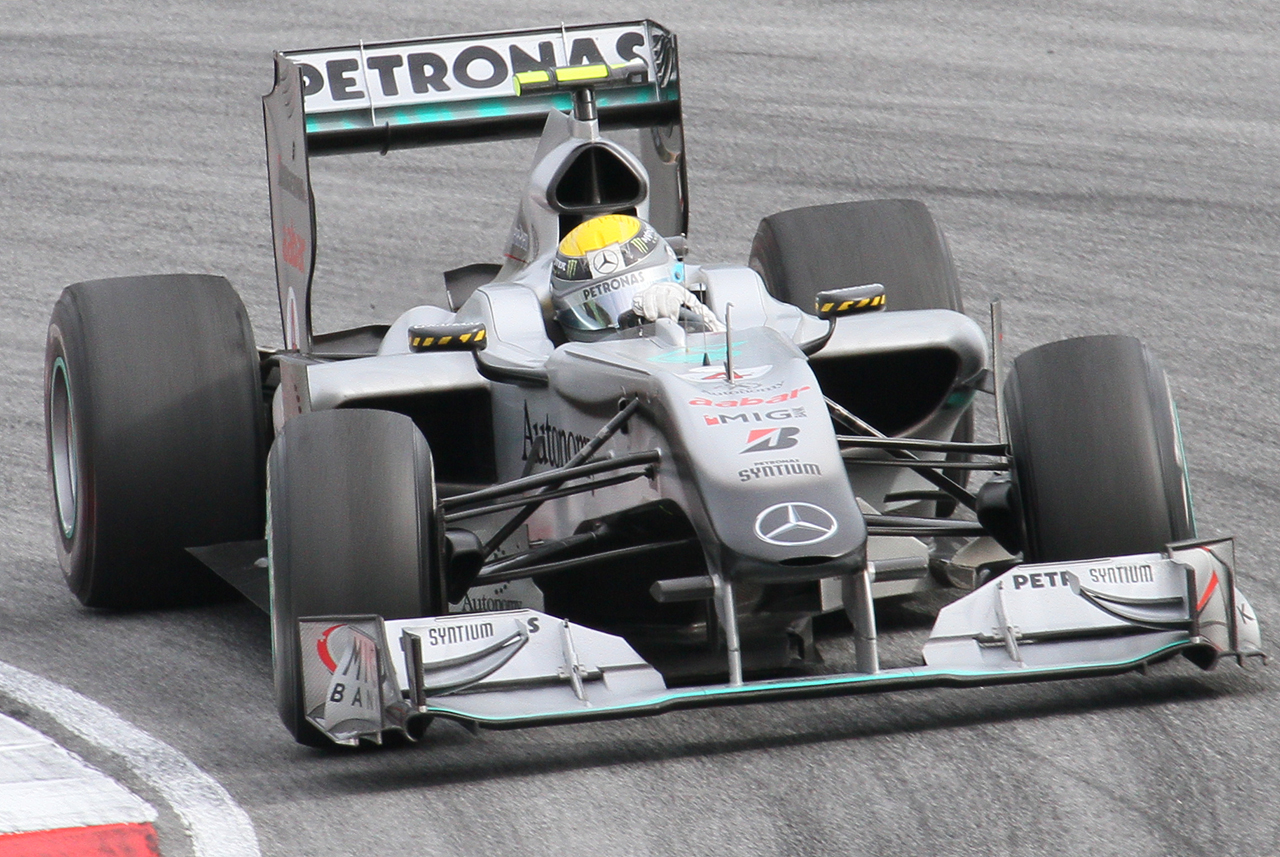
Rosberg tog sin första pallplats med Mercedes under Malaysias Grand Prix 2010.

Rosberg lyckades vara snabbare än sin stallkamrat nästan varje kval och race. I Malaysia startade han i första startled tillsammans med Mark Webber, och kom i mål som trea i racet. Detta var Rosbergs första pallplats för Mercedes och Mercedes första sedan 1955. Han följde sedan upp detta med ännu en tredjeplats i Kina, vid detta tillfället låg han på andra plats i mästerskapet. Han slutade sjua i Monaco, femma i Turkiet, sexa i Kanada och tia i Europa. Men i Storbritannien slutade Rosberg på tredje plats, strax före Jenson Button på fjärde plats, vilket var Rosbergs tredje pallplats för Mercedes. Men under Tysklands Grand Prix var han återigen utanför pallen och slutade bara på åttonde plats, före sin stallkamrat Michael Schumacher. I Ungern såg det mer lovande ut, men han tappade ett hjul i samband med depåstoppet och blev tvungen att bryta. Loppet i Belgien var mer lyckat. Han hade en lång duell med Schumacher och lyckades köra förbi honom, vilket gjorde att Rosberg slutade på sjätte plats, strax före Schumacher på sjunde plats. I Italien slutade han på femte plats, vilket han även gjorde i Singapore.

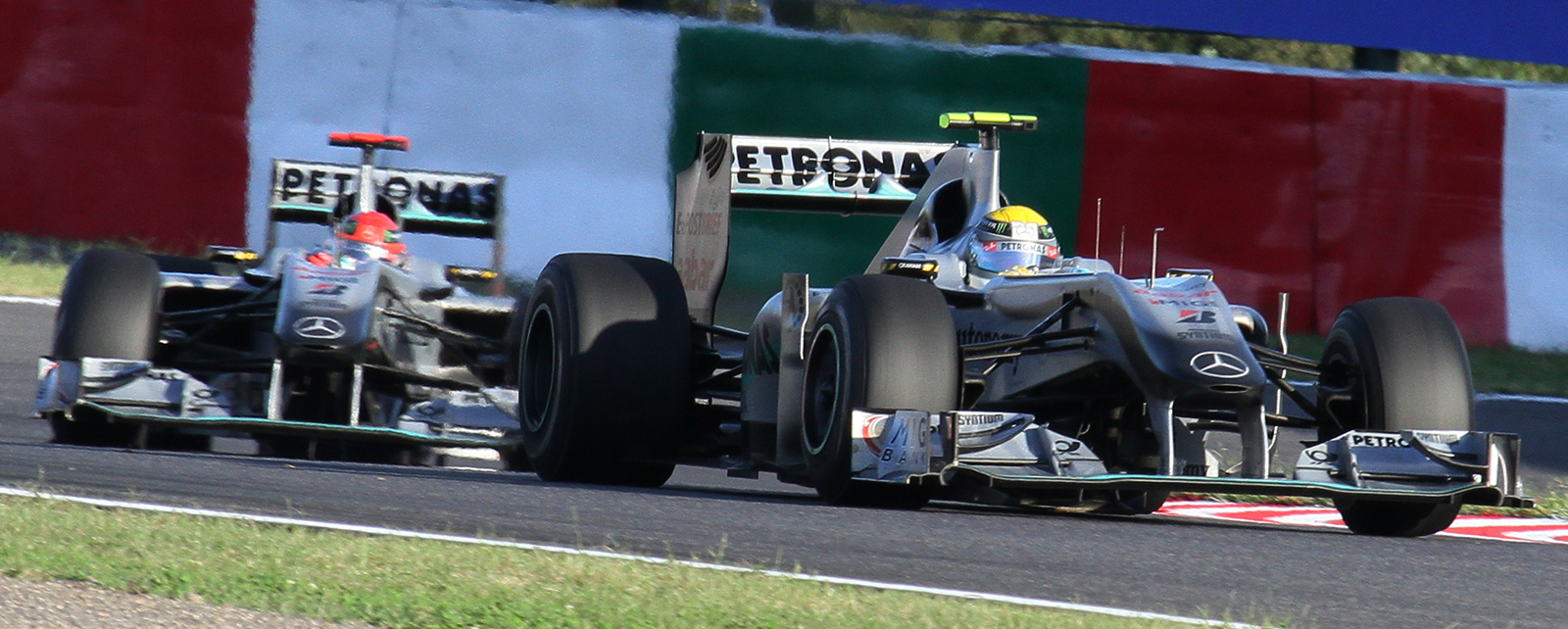
Rosberg var oftast snabbare än sin stallkamrat.

Men han drabbades av otur i Japan då ett hjul lossnade och han kraschade in i barriären. I Korea hade han ännu mer otur då han tvingades bryta på det nittonde varvet efter att han och Mark Webber kolliderat. Loppet i Brasilien var mer positivt. Rosberg kvalificerade sig på trettonde plats men slutade sedan på sjätte plats efter en rejäl uppkörning i racet. Veckan efter kördes sista loppet för säsongen i Abu Dhabi. Rosberg slutade på fjärde plats, vilket gjorde att han slutade som sjua i förarmästerskapet med 142 poäng. Han fullföljde 16 av säsongens 19 deltävlingar, varav 15 på poängplats.

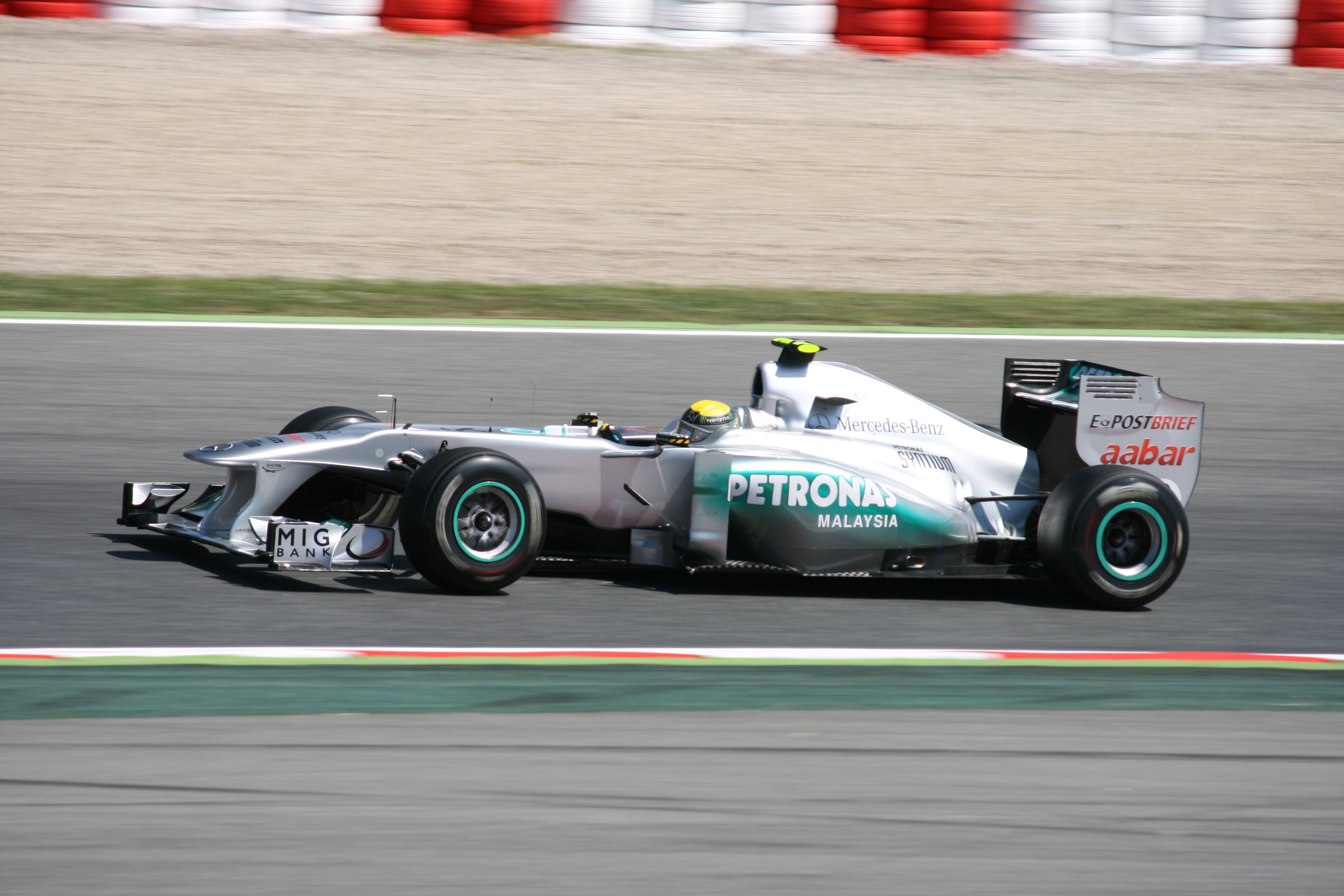
Mercedes var snabba under försäsongstesterna, dock inte lika snabba när säsongen tävlingssäsongen drog igång.

##### 2011
Under försäsongstesterna hade Mercedes bil visat sig vara mycket snabb. I Australien visade Rosberg att han var snabb, men tvingades bryta efter en kollision med Rubens Barrichello. I Malaysia startade Rosberg från nionde startruta och gick i mål som tolva, vilket var första gången i sin F1-karriär som han inte tog poäng i något av de två inledande loppen. Rosberg tog säsongens första poäng i Kina, då han slutade på femte plats och låg i ledning under fjorton varv. I Belgien lyckades Rosberg, på första varvet, ta sig upp fem placeringar och låg då på första plats. Men han tappade ledningen redan på det tredje varvet och gick i mål på femte plats.
Rosberg slutade mästerskapet på sjunde plats för tredje året i rad, återigen före Schumacher. Dock hade han inte tagit någon pallplats under säsongen och han tog bara tretton poäng mer än Schumacher, jämfört med året innan då han tog sjuttio poäng mer.

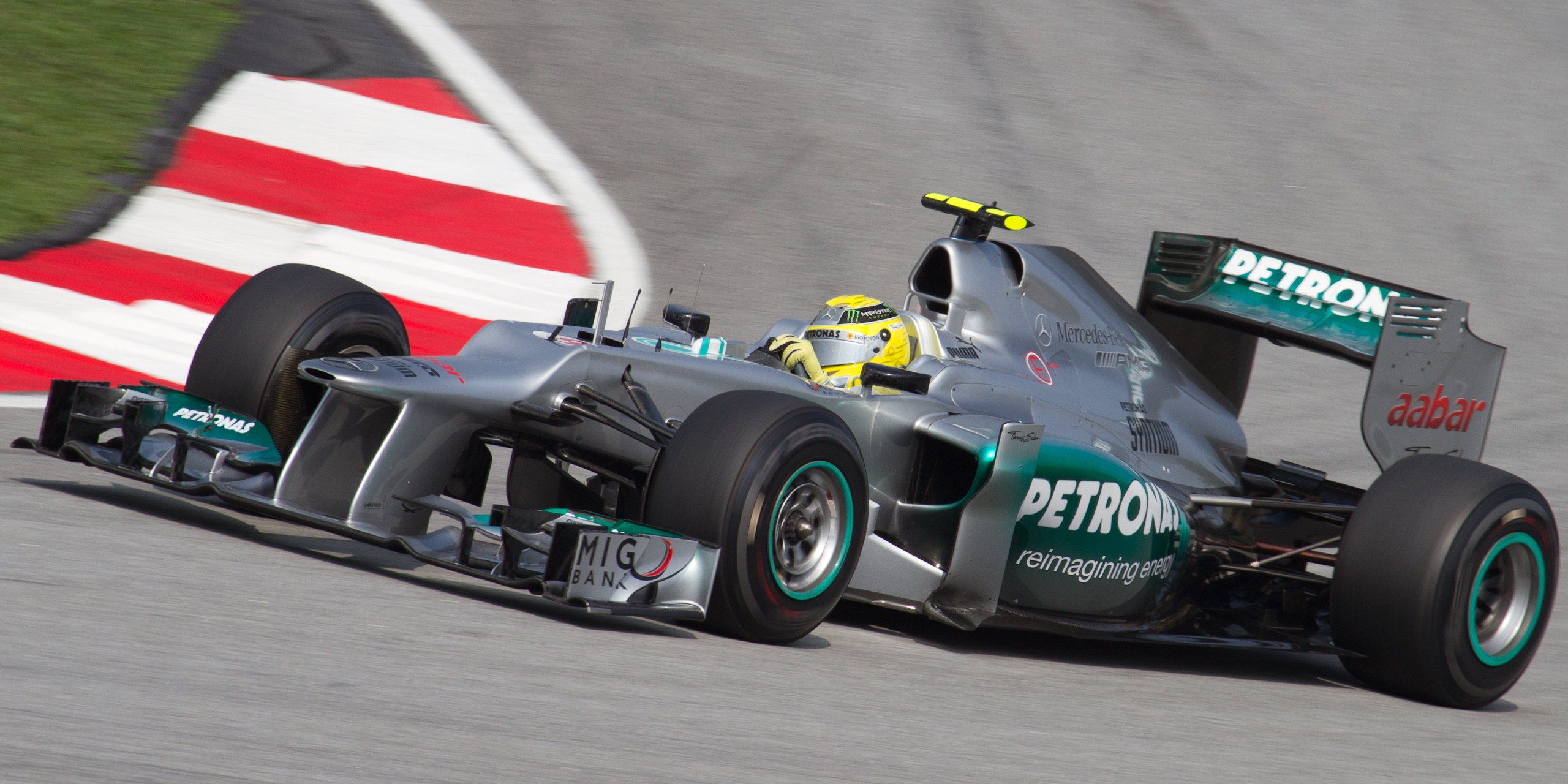
Rosberg hade en mindre lyckad säsong.

##### 2012
Rosberg tog inte några poäng under de två första tävlingarna av säsongen 2012 då han slutade på tolfte och trettonde plats. I Kina tog han karriärens första pole position och var mer än en halv sekund snabbare Lewis Hamilton som var näst snabbast. Rosberg låg i ledning under stora delar av loppet och vann det före Jenson Button och Lewis Hamilton. Detta blev Rosbergs första poäng för säsongen och Mercedes första seger sedan Juan Manuel Fangio vann Italiens Grand Prix 1955. Dessutom blev Rosberg den första tyska föraren att vinna ett Grand Prix i Formel 1 i en tysk bil.
Resten av säsongen gick dock sämre, bortsätt från en andraplats i Monaco var Rosbergs bästa placering två femteplatser. Detta gjorde att Rosberg slutade på nionde plats, vilket var hans sämsta placering sedan 2008.

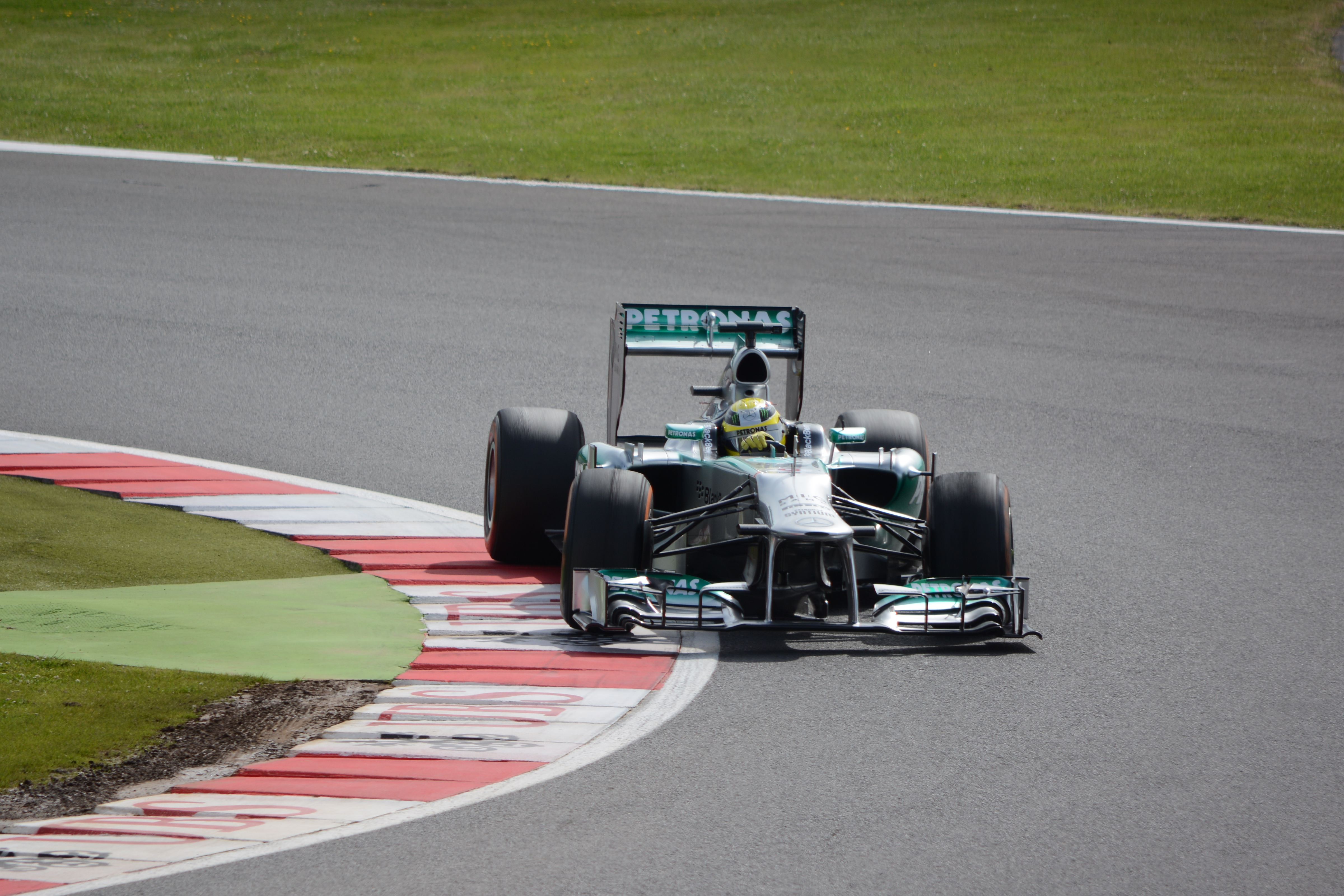
Rosberg tog sin andra seger under 2013 i Storbritannien.

##### 2013
Rosberg fortsatte hos Mercedes under 2013 då han fick en ny stallkamrat, Lewis Hamilton, som tecknat ett treårskontrakt med stallet. Rosberg bröt Australiens Grand Prix och slutade på fjärde plats i Malaysia efter att han fått en stallorder om att inte köra om Hamilton. I Monaco hade han pole position, ledde varje varv och vann loppet, särskilt anmärkningsvärt med tanke på att han anser Monaco sitt hem och att hans pappa Keke Rosberg vann samma lopp exakt trettio år tidigare. 
I Storbritannien tog Rosberg säsongens andra seger och karriärens tredje. Han gynnades av en punktering som drabbat hans stallkamrat och ett tekniskt fel för Sebastian Vettel. I Indien slutade han på andra plats och i Abu Dhabi slutade han på tredje plats vilket var resten av hans pallplatser under 2013. Under säsongsavslutningen i Brasilien kvalificerade han sig på andra plats men fick nöja sig med en femteplats i racet. Rosberg tog sammanlagt 171 poäng under 2013 och slutade på sjätte plats i mästerskapet.

##### 2014

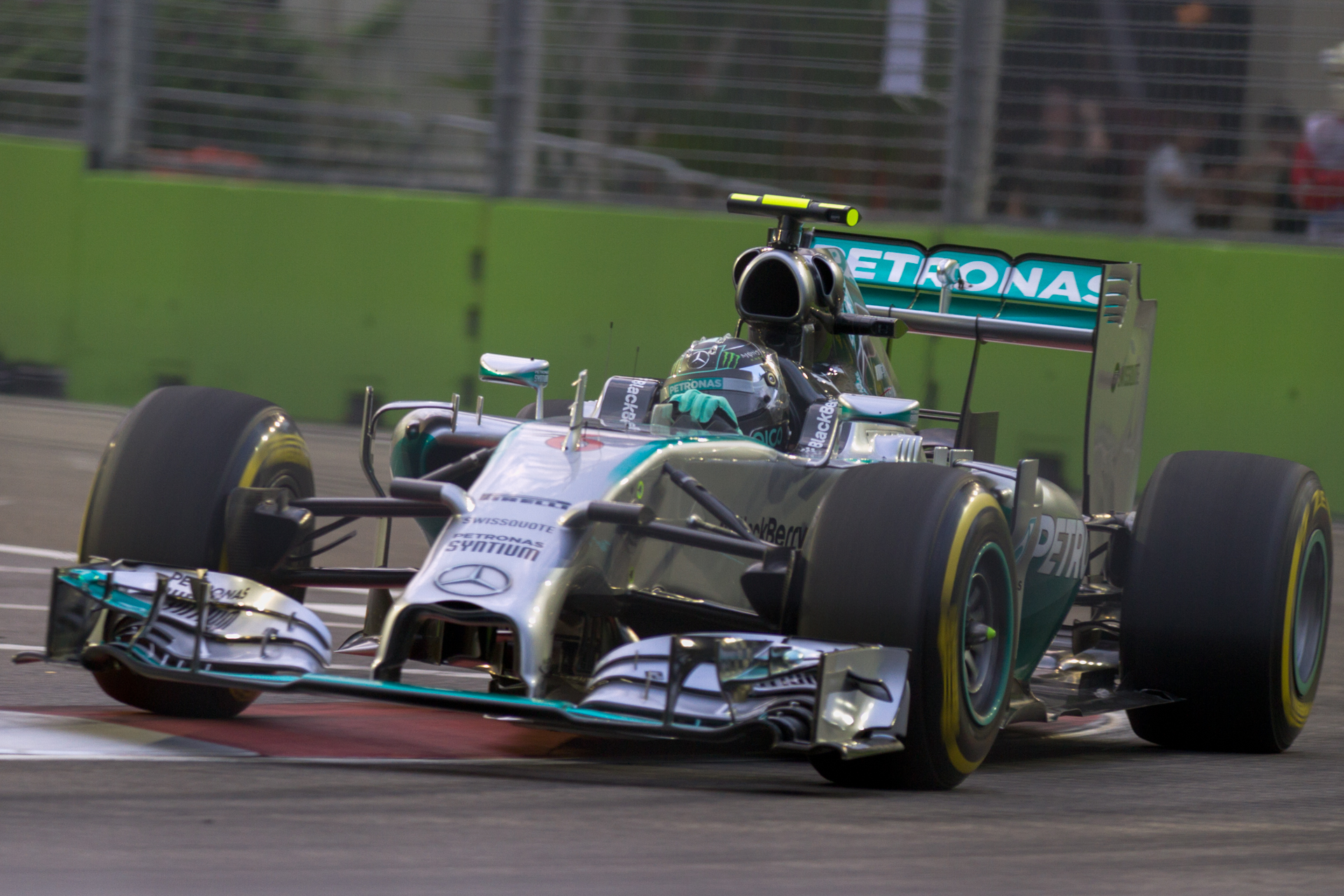
Rosberg tog fem vinster, 15 pallplatser och 11 pole positions under säsongen.

Rosberg fortsatte hos Mercedes under säsongen 2014. I första racet i Australien vann Rosberg loppet efter att ha startat från tredje startrutan. I Malaysia gick han i mål på andra plats, 17 sekunder bakom stallkamraten Hamilton. I Bahrain tog Rosberg säsongens första pole position, men tappade ledningen mot Hamilton i början av loppet och slutade så småningom tvåa bakom sin stallkamrat, trots att han var förbi flera gånger.
När F1-circusen flyttade till Spanien blev han återigen slagen av sin stallkamrat då Hamilton vann och Rosberg blev tvåa, vilket betydde att Rosberg tappade mästerskapsledningen med tre poäng. I Monaco tog Rosberg pole position och vann loppet, vilket blev det första Grand Prix som han vunnit två gånger. I Kanada tog Rosberg oväntat pole position före Hamilton. I loppet låg han i ledning när både han och Hamilton oväntat fick tekniska problem, Hamilton fick bryta medan Rosberg kunde köra vidare men blev passerad av Daniel Ricciardo på näst sista varvet och blev då tvåa.
I Österrike tog han ytterligare en seger, och i Storbritannien tog Rosberg överlägsen pole position, men tvingades bryta från ledning efter att han fått ett växellådsproblem. Detta ledde till att det endast skilde fyra poäng mellan Rosberg och Hamilton, till Rosbergs fördel. På hemmaplan i Tyskland tog Rosberg pole och vann loppet, I Ungern tog han pole position men slutade på fjärde plats efter oflyt med Safety Car,
I Belgien tog han återigen pole position, sin fjärde raka. På andra varvet kolliderade de båda, vilket resulterade i att Hamilton fick punktering och att Rosberg tvingades byta vinge, vilket gjorde att han tappade flera placeringar. Hamilton blev arg på Rosberg och hävdade att han sagt att han gjort det med flit, något som både Rosberg och stallchefen Toto Wolff dementerat. I Singapore kvalade han tvåa, 7 tusendelars sekund efter ettan, men tvingades bryta loppet på grund av en trasig kabel i rattstången. Detta ledde till att Rosberg tappade mästerskapsledningen med tre poäng.
I Brasilien var han snabbast på alla tre träningspass, snabbast i kvalet och vann loppet. Nästa tävlingshelg var den sista för säsongen. Rosberg hade chans att bli världsmästare om han vann, och Hamilton var trea eller sämre. Rosberg snabbast i kvalet, med Hamilton som tvåa. Rosberg gjorde en dålig start och tappade direkt positionen ner till Hamilton. Efter halva loppet gick återvinningssystemet på hans bil sönder, och han tvingades köra resterande delen av loppet utan någon kraft från batteriet. Detta ledde till att han tappade ner till fjortonde plats, och blev tvåa i världsmästerskapet, med stallkamraten Hamilton som segrare. Eftersom Rosberg tog flest pole positions under säsongen vann han FIA Pole Trophy.

##### 2015

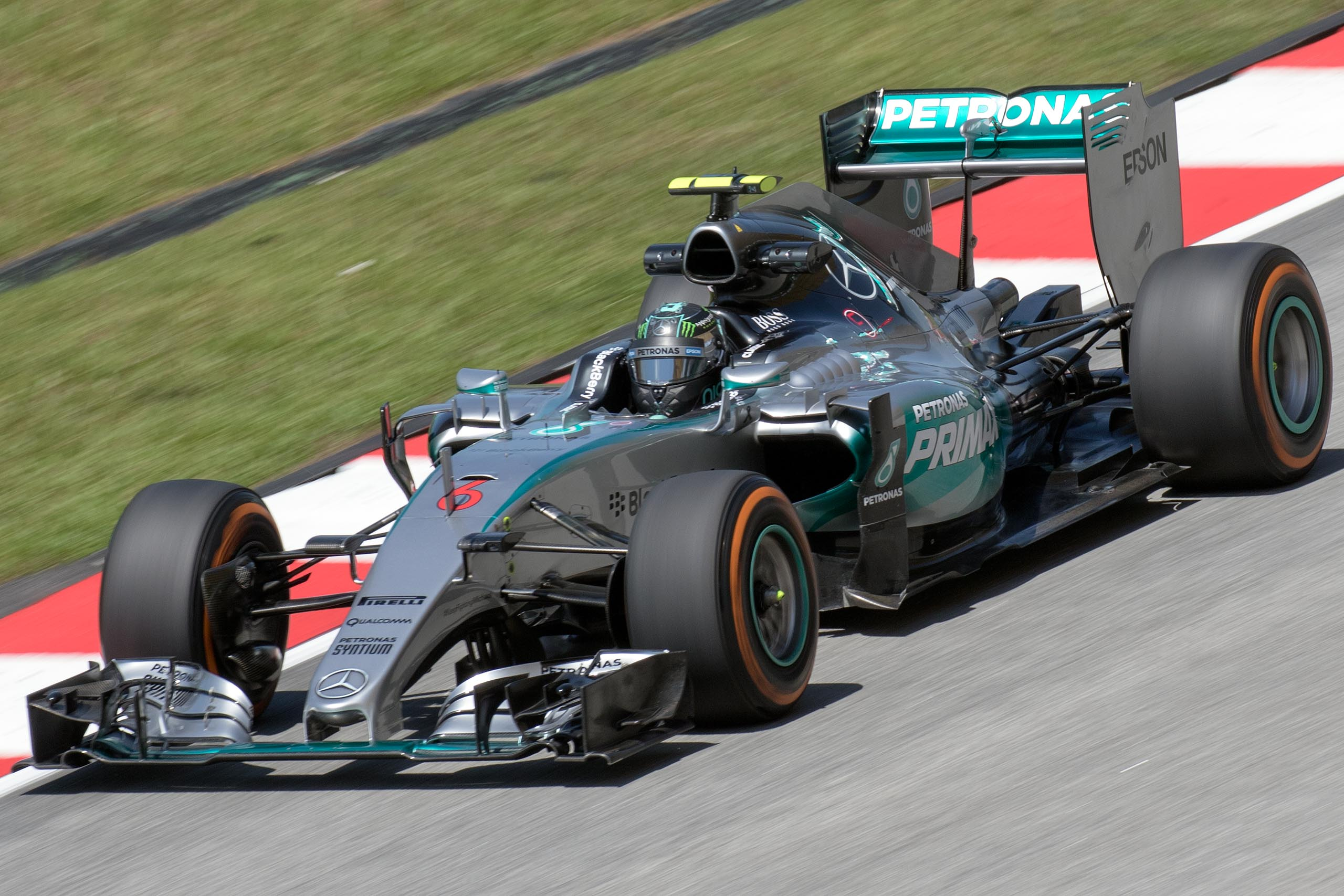
Rosberg under Malaysias Grand Prix 2015.

Rosberg fortsatte i Mercedes med Hamilton som stallkamrat under 2015. Han startade säsongen svagare än året innan, med två andra- och två tredjeplatser. Han tog pole position i Spanien, och vann loppet. I Monaco såg det ut som om han skulle bli tvåa, men efter att ha haft en smartare strategi än Hamilton lyckades han ta segern, för tredje året i rad. I Kanada och Storbritannien blev han tvåa medan han vann i Österrike.
I Ungern hade han stora chanser att ta ikapp många poäng på Hamilton, som gjort många stora misstag. Men en kollision med Daniel Ricciardo som resulterade i en punktering, innebar att han endast blev åtta. I Belgien blev han tvåa och i Italien tvingades han köra med den gamla motorn, som sedermera även gick sönder så att han tvingades bryta.
I Singapore hade Mercedes stora problem och Rosberg blev därför bara fyra. I Japan och Ryssland tog han pole positions, och i den sistnämnda hade han en stabil ledning när gaspedalen hängde sig och han tvingades bryta. I USA tog han återigen pole men blev tvåa samtidigt som Hamilton säkrade VM-titeln. Rosberg avslutade säsongen med tre raka segrar och sammanlagt sex raka pole positions.

##### 2016

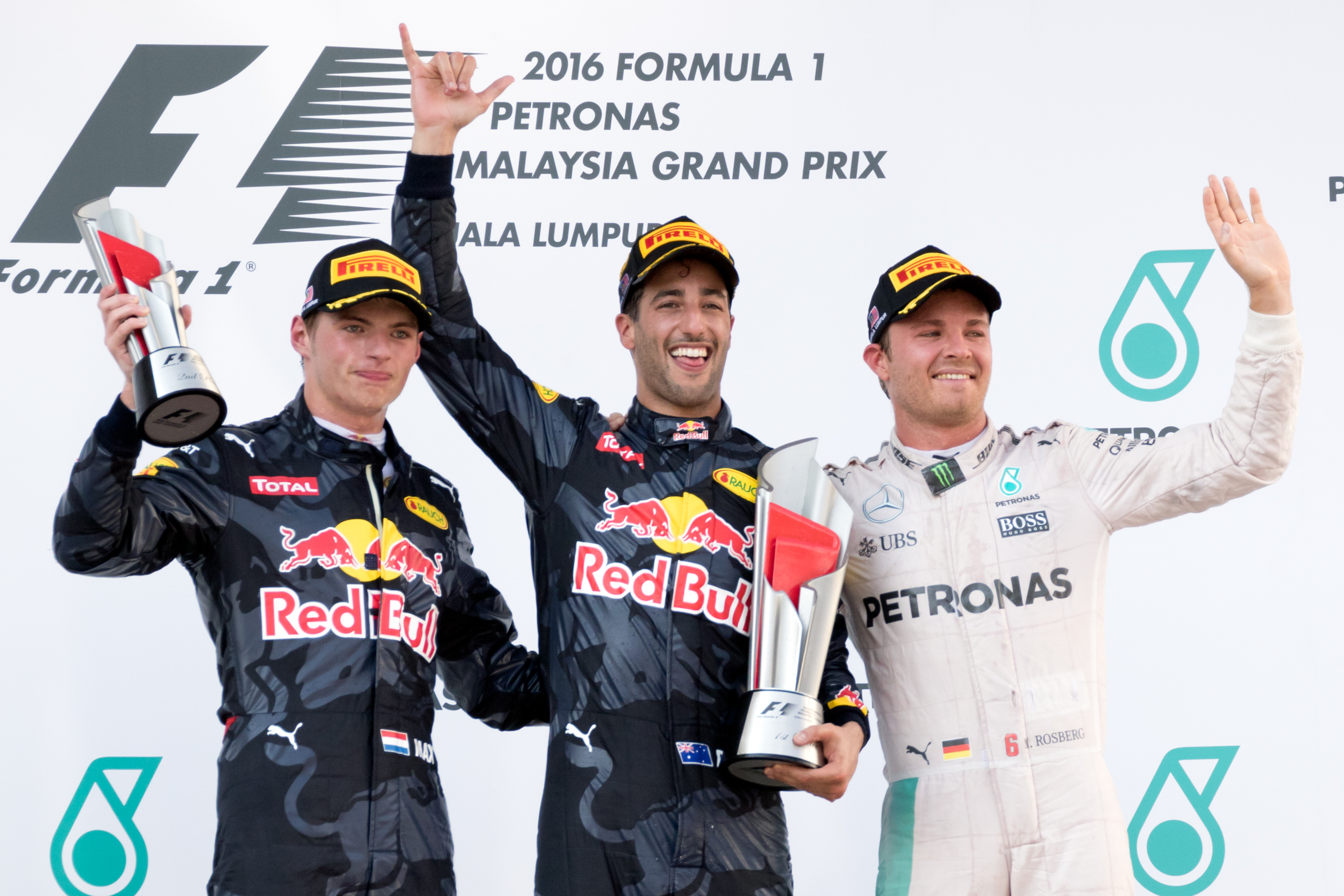
Rosberg under prisutdelningen i, då han kört upp sig från tjugoandra plats.

Rosberg dominerande starten av sin avslutande F1-säsong med fyra raka segrar och tillförskaffade sig därmed ett försprång i VM-tabellen på 43 poäng ner till tvåan Lewis Hamilton. I Spanien kraschade de båda på första varvet och Rosberg ledning höll därmed sin ledning oförändrad. I Monaco hade han bromsproblem och gick i mål först på sjunde plats medan stallkamraten Hamilton vann då Red Bull slarvade bort sina segerchanser. I Kanada startade Rosberg från den andra startrutan men blev uttryckt i första kurvan av Hamilton och gick i mål på femte plats.
I Baku tog han sin femte seger för säsongen medan Hamilton inte blev bättre än femma. I Österrike hade Rosberg ledningen fram till sista varvet men kolliderade med Lewis Hamilton då denne gjorde ett omkörningsförsök och Rosberg slutade som fyra. Han följde upp detta resultatet med en tredje-, andra- och fjärdeplats vilket gjorde att Hamilton hade ledningen i förar-VM med 19 poäng. 
Efter sommaruppehållet tog han tre raka segrar och tog därmed tillbaka ledningen i VM. I Malaysia blev han påkörd av Sebastian Vettel redan i första svängen och låg sist efter ett kört varv. Han körde upp sig till tredje plats samtidigt som Hamilton bröt på grund av tekniska problem. I Japan tog han sin sista seger i F1-karriären och hade då en ledning på 33 poäng över Hamilton.

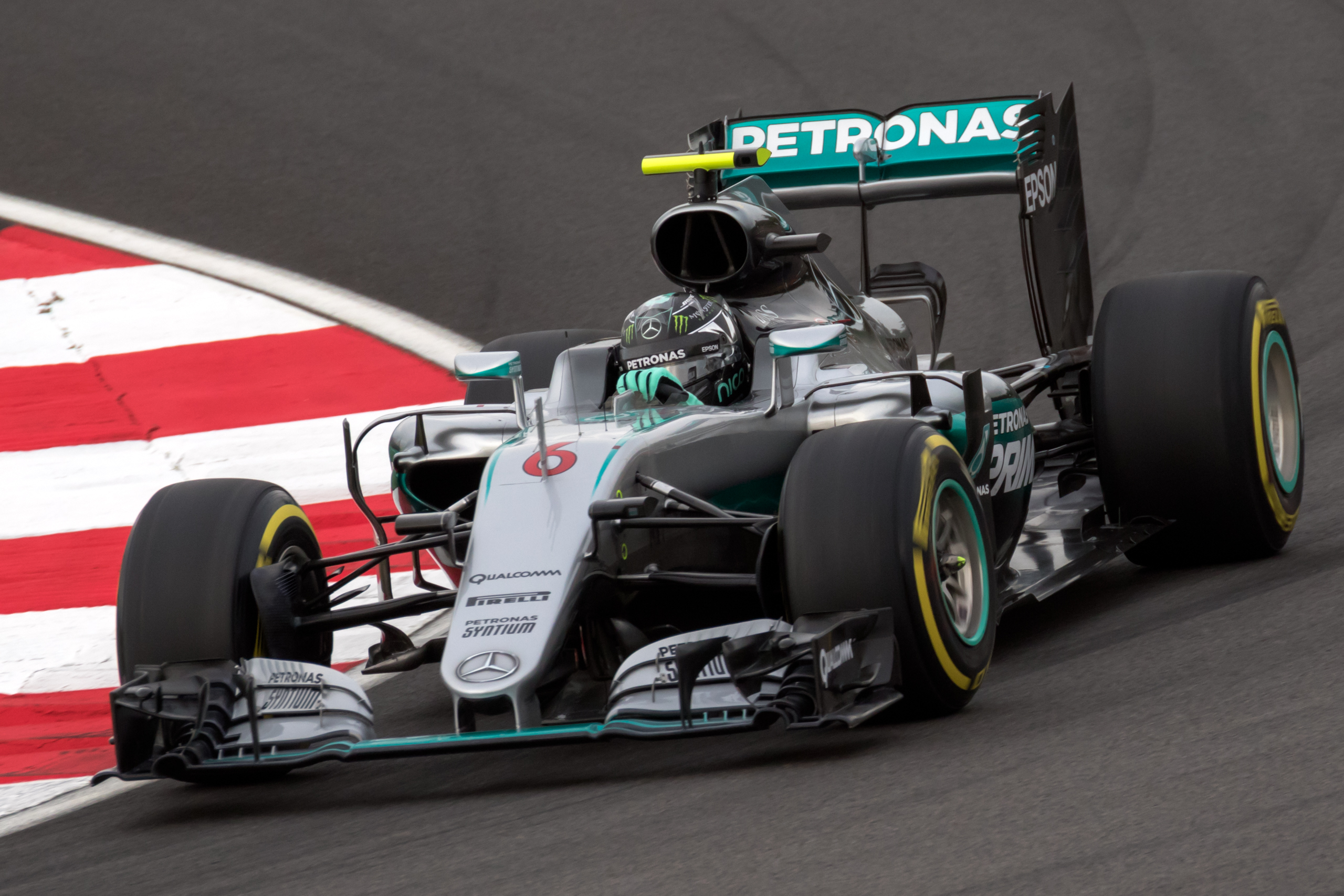
Rosberg på väg mot VM-titeln.

Med det övertaget i VM räckte det för Rosberg att bli tvåa i de fyra återstående loppen och ändå bli världsmästare. Han blev tvåa i såväl USA som Mexiko. I Brasilien blev han tvåa och visade tydligt att han inte försökte vinna då han släppte av tydligt i omstarterna. I det sista loppet för säsongen, Abu Dhabis Grand Prix, låg Rosberg på andra plats hela loppet. I slutet av loppet körde mästerskapsrivalen Hamilton långsamt för att på så sätt trycka ned Rosberg mot Sebastian Vettel och Max Verstappen. Rosberg klarade attackerna från motståndarnas håll och gick i mål som tvåa. Efter loppet firade han genom att göra så kallade donuts på startplattan.
Den andra december 2016 berättade Rosberg under FIA:s prisutdelning att han lägger av med Formel 1 med omedelbar verkan då han uppnått sitt mål att bli världsmästare och vill istället lägga tid på familjen.

## Hjälmdesign och nummer

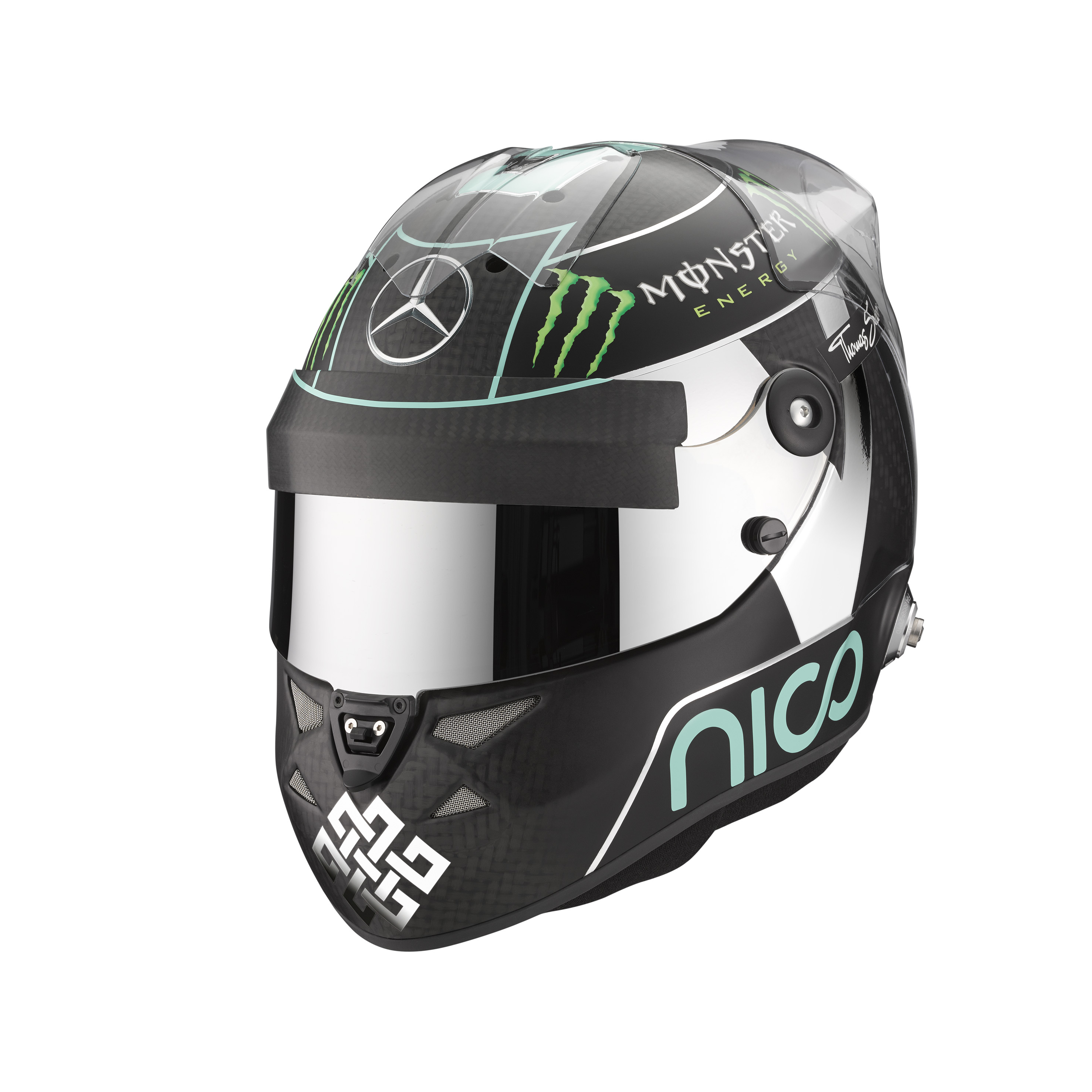
Hjälmdesignen som Rosberg använde under sina tre sista år i Formel 1.

Till säsongen 2014 infördes en ny regel som innebar att alla förare fick välja ett nummer som de ska använda under hela sin Formel 1-karriär. Rosberg valde nummer 6, främst eftersom hans pappa vann världsmästartiteln i Formel 1 1982 med just detta numret. Han ändrade också färgen på sin hjälm från gul till mörkgrå. På hjälmen finns det romerska tecknet för siffran 6 i krom, designad av Jens Munser.

## F1-karriär
| Säsong                 | Stall/Tillverkare      | Placering              | Lopp | Poäng  | Etta | Tvåa | Trea | Pole | Varv |
| ---------------------- | ---------------------- | ---------------------- | ---- | ------ | ---- | ---- | ---- | ---- | ---- |
| 2006                   | Williams-Cosworth      | 17                     | 18   | 4      | 0    | 0    | 0    | 0    | 1    |
| 2007                   | Williams-Toyota        | 9                      | 17   | 20     | 0    | 0    | 0    | 0    | 0    |
| 2008                   | Williams-Toyota        | 13                     | 18   | 17     | 0    | 1    | 1    | 0    | 0    |
| 2009                   | Williams-Toyota        | 7                      | 17   | 34.5   | 0    | 0    | 0    | 0    | 1    |
| 2010                   | Mercedes               | 7                      | 19   | 142    | 0    | 0    | 3    | 0    | 0    |
| 2011                   | Mercedes               | 7                      | 19   | 89     | 0    | 0    | 0    | 0    | 0    |
| 2012                   | Mercedes               | 9                      | 20   | 93     | 1    | 1    | 0    | 1    | 2    |
| 2013                   | Mercedes               | 6                      | 19   | 171    | 2    | 1    | 1    | 3    | 0    |
| 2014                   | Mercedes               | 2                      | 19   | 317    | 5    | 10   | 0    | 11   | 5    |
| 2015                   | Mercedes               | 2                      | 19   | 322    | 6    | 7    | 2    | 7    | 5    |
| 2016                   | Mercedes               | 1                      | 21   | 385    | 9    | 5    | 2    | 8    | 6    |
| Sammanlagt 11 säsonger | Sammanlagt 11 säsonger | Sammanlagt 11 säsonger | 206  | 1594,5 | 23   | 25   | 9    | 30   | 20   |

| 1. Kina 2012 2. Monaco 2013 3. Storbritannien 2013 4. Australien 2014 5. Monaco 2014 6. Österrike 2014 7. Tyskland 2014 8. Brasilien 2014 9. Spanien 2015 10. Monaco 2015 11. Österrike 2015 12. Mexiko 2015 13. Brasilien 2015 14. Abu Dhabi 2015 15. Australien 2016 16. Bahrain 2016 17. Kina 2016 18. Ryssland 2016 19. Europa 2016 20. Belgien 2016 21. Italien 2016 22. Singapore 2016 23. Japan 2016 |

| 1. Singapore 2008 2. Monaco 2012 3. Indien 2013 4. Malaysia 2014 5. Bahrain 2014 6. Kina 2014 7. Spanien 2014 8. Kanada 2014 9. Belgien 2014 10. Italien 2014 11. Japan 2014 12. Ryssland 2014 13. USA 2014 14. Australien 2015 15. Kina 2015 16. Kanada 2015 17. Storbritannien 2015 18. Belgien 2015 19. Japan 2015 20. USA 2015 21. Ungern 2016 22. USA 2016 23. Mexiko 2016 24. Brasilien 2016 25. Abu Dhabi 2016 |

| 1. Australien 2008 2. Malaysia 2010 3. Kina 2010 4. Storbritannien 2010 5. Abu Dhabi 2013 6. Malaysia 2015 7. Bahrain 2015 8. Storbritannien 2016 9. Malaysia 2016 |

| 1. Kina 2012 2. Bahrain 2013 3. Spanien 2013 4. Monaco 2013 5. Bahrain 2014 6. Monaco 2014 7. Kanada 2014 8. Storbritannien 2014 9. Tyskland 2014 10. Ungern 2014 11. Belgien 2014 12. Japan 2014 13. USA 2014 14. Brasilien 2014 15. Abu Dhabi 2014 16. Spanien 2015 17. Japan 2015 18. Ryssland 2015 19. USA 2015 20. Mexiko 2015 21. Brasilien 2015 22. Abu Dhabi 2015 23. Kina 2016 24. Ryssland 2016 25. Europa 2016 26. Ungern 2016 27. Tyskland 2016 28. Belgien 2016 29. Singapore 2016 30. Japan 2016 |

| 1. Bahrain 2006 2. Australien 2009 3. Europa 2012 4. Italien 2012 5. Australien 2014 6. Bahrain 2014 7. Kina 2014 8. Ungern 2014 9. Belgien 2014 10. Malaysia 2015 11. Österrike 2015 12. Belgien 2015 13. USA 2015 14. Mexiko 2015 15. Bahrain 2016 16. Ryssland 2016 17. Kanada 2016 18. Europa 2016 19. Storbritannien 2016 20. Malaysia 2016 |